# Chudolipie
Chudolipie (prononciation : [xudɔˈlipjɛ]) est un village polonais de la gmina de Mszczonów dans le powiat de Żyrardów de la voïvodie de Mazovie dans le centre-est de la Pologne.
Il se situe à environ 9 kilomètres au sud-est de Mszczonów (siège de la gmina) , 19 km au sud-est de Żyrardów (siège du powiat) et à 41 km au sud-ouest de Varsovie (capitale de la Pologne).
Le village compte une population d'environ 50 habitants en 2006.

## Histoire
De 1975 à 1998, le village appartenait administrativement à la voïvodie de Skierniewice.